# Self (banda)
Self es una banda norteamericana de pop/rock alternativo de Murfreesboro, Tennessee y en gran parte una creación del escritor, cantante, productor, y multinstrumentista Matt Mahaffey.

## Historia
Self empezó su carrera con los fundadores Matt y Mike Mahaffey grabando canciones en su casa. El debut de la banda Subliminal Plastic Motives fue lanzado en 1995 en Spongebath Records. En ese periodo la banda consistía en Matt en las voces/guitarra, su hermano Mike en la guitarra líder, el bajista Tim Nobles, el tecladísta Chris James, y el baterista Jason Rawlings. El álbum fue seguido por The Half-Baked Serenade en 1996 y un álbum lanzado grátis en internet en 1997 llamado Feels Like Breakin' Shit. Por ahora, el bajista Nobles fue reemplazado por Mac Burrus (antes en la banda de Murfreesboro The Plain). Un EP titulado Brunch (1998) y el álbum Breakfast with Girls (1999) fueron colanzados por los sello Spongebath y Dreamworks. Volviendo a Spongebath, Self lanzó Gizmodgery en el 2000, un álbum creado completamente con instrumentos de juguete. El mismo año, Self lanzó dos álbumes más grátis en internet,  Self Goes Shopping y Selfafornia.
En 2005, Self nuevamente lanzó una álbum grátis en internet, Porno, Mint & Grime consistía en demos grabadas durante 2001-2004.
Self también grabó un cover de "Ana Ng," para el álbum tributo a They Might Be Giants Hello Radio: The Songs of They Might Be Giants, lanzado en julio de 2006.

### Actividad Reciente (2005-presente)
Debido a la dificultad de tener música lanzada y el bajo interés de los sellos y el público, el futuro de Self es incierto. El guitarrista líder Mike murió en mayo del 2005 y su rol en la banda aún no se llenó pero los miembros restantes tocaron un show en su honor el 9 de octubre de 2005. Ellos han tocado desde entonces como una banda completa y Matt ha aparecido en actuaciones en solitario.
Los miembros de la banda han estado trabajando en otros proyectos, Jasonha ha estado en la batería en la banda Suburban tragedy, y Matt formó una nueva banda Wired All Wrong con el miembro de God Lives Underwater Jeff Turzo. Wired All Wrong lanzó su primer álbum Break Out The Battle Tapes el 12 de septiembre de 2006.
El 13 de enero de 2007, Matt anunció en el blog de su MySpace, que un nuevo álbum titulado tentativamente Super Fake Nice, estaba trabajando. A finales de 2008 muchas de las canciones aparecieron en el MySpace de Matt. En mayo del 2010, Self lanzó el sencillo "Could You Love Me Now?" en descarga digital.

## Discografía

### Álbumes
| Año  | Álbum                                                                         | Discográfica            |
| ---- | ----------------------------------------------------------------------------- | ----------------------- |
| 1995 | Subliminal Plastic Motives - Lanzamiento: octubre de 1995 - Formato: CD       | Zoo / Spongebath        |
| 1996 | The Half-Baked Serenade - Lanzamiento: noviembre de 1996 - Formato: CD        | Spongebath              |
| 1997 | Feels Like Breakin' Shit - Lanzamiento: noviembre de 1997 - Formato: Descarga | Spongebath / DreamWorks |
| 1999 | Breakfast with Girls - Lanzamiento: julio de 1999 - Formato: CD, Vinilo       | DreamWorks / Spongebath |
| 2000 | Gizmodgery - Lanzamiento: septiembre de 2000 - Formato: CD                    | Spongebath              |
| 2000 | Self Goes Shopping - Lanzamiento: noviembre de 2000 - Formato: Descarga       | Spongebath              |
| 2000 | Selfafornia - Lanzamiento: noviembre de 2000 - Formato: Descarga              | Spongebath              |
| 2004 | Ornament and Crime - Lanzamiento: No lanzado - Formato: Ninguno               | Dreamworks              |
| 2005 | Porno, Mint & Grime - Lanzamiento: abril de 2005 - Formato: Descarga          | Sin sello               |

### EP
- Brunch (1998)
- Super Fake Nice (2014)

### Singles
- "Cannon" (1995) Spongebath Records
- "So Low" (1996) BMG
- "KiDdies"/"Suzie Q Sailaway" (1999) DreamWorks Records
- "Meg Ryan" (1999) DreamWorks Records
- "Could You Love Me Now?" (2010) Self Digital
- "Looks and Money" (2011) Fresh Imperial